# Dicranomyia (Dicranomyia) brevivena brevivena
Dicranomyia (Dicranomyia) brevivena brevivena is een ondersoort van de tweevleugelige Dicranomyia (Dicranomyia) brevivena uit de familie steltmuggen (Limoniidae). De ondersoort komt voor in het Nearctisch gebied.